# Pseudodendroides umenoi
Pseudodendroides umenoi is een keversoort uit de familie vuurkevers (Pyrochroidae). De wetenschappelijke naam van de soort is voor het eerst geldig gepubliceerd in 1936 door Kôno.